# 博尔尼西锡安足球俱乐部
博尔尼西锡安足球俱乐部，为格鲁吉亚博尔尼西市的一个足球俱乐部。该俱乐部成立于1936年。

## 荣誉
- 格鲁吉亚足球超级联赛
  - 冠军：2006